# Willem Hyacinth van Nassau-Siegen
Willem Hyacinth van Nassau-Siegen (Brussel, 3 april 1666 - Hadamar, 18 februari 1743) was pretendent prins van Oranje en van Nassau-Siegen en was de eerste zoon van Johan Frans Desideratus van Nassau-Siegen (1627-1699) en Maria Eleonore Sophia van Baden-Baden (1641-1668).

## Biografie
In 1695 nam hij zijn intrek in Siegen. In dat jaar werd Siegen getroffen door een grote brand waarin 350 gebouwen, twee kerken en het hoofdkwartier van de regerende familie Nassau volledig vernield werden. Zijn vader herbouwde in 1696 het familiekasteel.
Van 1699 tot 1707 was Willem Hyacinth hoofd van het huis Nassau-Siegen. Maar hij was niet zozeer gericht op zijn vorstendom. Als rooms-katholiek mannelijk familielid van Willem III van Oranje had hij -in een tijd van voortdurende oorlogen met Frankrijk- namelijk een claim op het soevereine prinsdom Orange, in bezit van de Engelse koning en heerser van de Republiek der Zeven Verenigde Nederlanden met wien Lodewijk XIV van Frankrijk en Navarre een conflictueuze relatie had. Willem III echter duidde de veel nauwer verwante en protestantse prins van Nassau-Dietz als erfgenaam aan. Willem Hyacinth voerde om die reden de titel van prins van Oranje alleen in Brabant.
Ook de erfenis van zijn vader was niet zonder zorgen. Zijn vader was een tweede maal getrouwd met Isabella Clara Eugenia de la Serre en had haar en haar kinderen een royale toelage nagelaten. Willem Hyacinth vocht deze nalatenschap aan voor de rechtbank, maar verloor deze zaak in 1702.
In hetzelfde jaar overleed Willem III in Engeland. Willem Hyacinth reisde naar Parijs om de steun van Frankrijk met betrekking tot zijn erfrechten veilig te stellen. Johan Willem Friso van Nassau-Dietz maakte eveneens aanspraak als gevolg van het testament van Willem III. Ook Frederik I van Pruisen meende op grond van het testament van zijn voorvader Frederik Hendrik recht te hebben op de troon.
Lodewijk XIV van Frankrijk toonde uiteindelijk weinig interesse in een vorst zonder militaire machtsbasis. Willem Hyacinth reisde daarop naar het vorstendom Orange om daar vervolgens zijn rechten op te eisen. Lodewijk XIV verklaarde Hendrik III van Bourbon, prins van Condé tot rechtmatige erfgenaam van het vorstendom Orange en bezette daarop prompt zelf het gebied. De zaak werd door de Vrede van Utrecht in 1713 opgelost.
Zijn hofhouding, waarmee hij zijn claim op het prinsdom Oranje wilde benadrukken, de reizen en geschenken kostten hem veel meer dan de opbrengst van het vorstendom Nassau-Siegen. Willem Hyacinth leende daarop geld met de Wilnsdorf en Wilgersdorf als onderpand en verhoogde de belastingen en boetes in het hele land tot onaanvaardbare hoogten.
Zijn temperament en ambitie werden gevreesd door zijn eigen familie. Toen zijn neef (en opvolger) Frederik Willem Adolf van Nassau-Siegen zijn ongenoegen liet blijken, liet Willem Hyacinth de kanonnen van zijn kasteel op de zetel van zijn broer richten om zijn macht te tonen. Toen Willem Hyacinth in 1705 om steun vroeg aan het Weense hof, werd Siegen bezet door de troepen van Pruisen en Nassau. Men maakte van de opstand gebruik om het kasteel te plunderden en te ontwapenen.
De reeks van klachten over het gedrag van de prins volgden elkaar op. Op 15 juli 1706 werd Siegen opnieuw bezet door de troepen van de Palts-Neuburg en Pruisen. De kanselier van Willem Hyacinth, De Colomba, die een aanzienlijk aandeel had in de tirannie, werd gearresteerd en werd in 1710 voor het leven verbannen uit het Duitse Rijk. Willem Hyacinth vluchtte daarop naar Hadamar en vond onderdak bij zijn neef, Francis Alexander van Nassau-Hadamar.
De opstand tegen zijn schrikbewind werd voortgezet. Op 29 maart 1707 liet Willem Hyacinth een vermeende leider van de opstandelingen, Friedrich Flender von der Hardt zonder onderhandelingen onthoofden. Het incident werd door keizer Jozef I opgevangen als een gelegenheid om het vorstendom van Willem Hyacinth verbeurd te verklaren en het prinsdom aan Frederik Willem Adolf van Nassau-Siegen te laten. In 1713 werd zijn titel van graaf van Chalon ingetrokken door Frankrijk.
Willem Hyacinth kreeg een jaarlijkse toelage van 4000 kronen. Het resterende vermogen werd gebruikt voor de toelagen van zijn stiefmoeder, broers en zussen, de schuldeisers en een schadevergoeding aan de familie van Friedrich Flender. Zijn beroep bij de keizer en de Rijksdag van Regensburg tot teruggave van zijn bezittingen bleven zonder succes.

## Huwelijken en kinderen
Willem Hyacinth trouwde drie keer. Op 9 april 1687 trad hij met Maria Francisca van Fürstenberg-Heiligenberg in het huwelijk. Ze stierf op 7 juni 1691, zij hadden drie kinderen:
- Jozef Hyacinth van Nassau-Siegen (1688-1688)
- Frans Jozef, prins van Nassau-Siegen (1689-1703)
- N.N., prinses van Nassau-Siegen (1691-1692)

Zijn tweede vrouw was Maria Anna van Hohenlohe-Waldenburg-Schillingsfürst, met wie hij op 22 mei 1698 in Frankfurt huwde. Zij hadden een dochter:
- Maria Anna Josepha, prinses van Nassau-Siegen (1704-1723)

Alleen zijn derde vrouw Maria Eva Sophia van Starhemberg (Londen, 28 oktober 1722 - Straatsburg, 12 december 1773), die hij op 28 juli 1740 in Wenen tot vrouw nam, overleefde hem. Uit dit huwelijk kwamen geen kinderen voort. Daarmee stierf de katholieke tak Nassau-Siegen uit.
Willem Hyacinth is bijgezet in de Grafkelder van Nassau-Hadamar.

wapen Willem Hyacinth
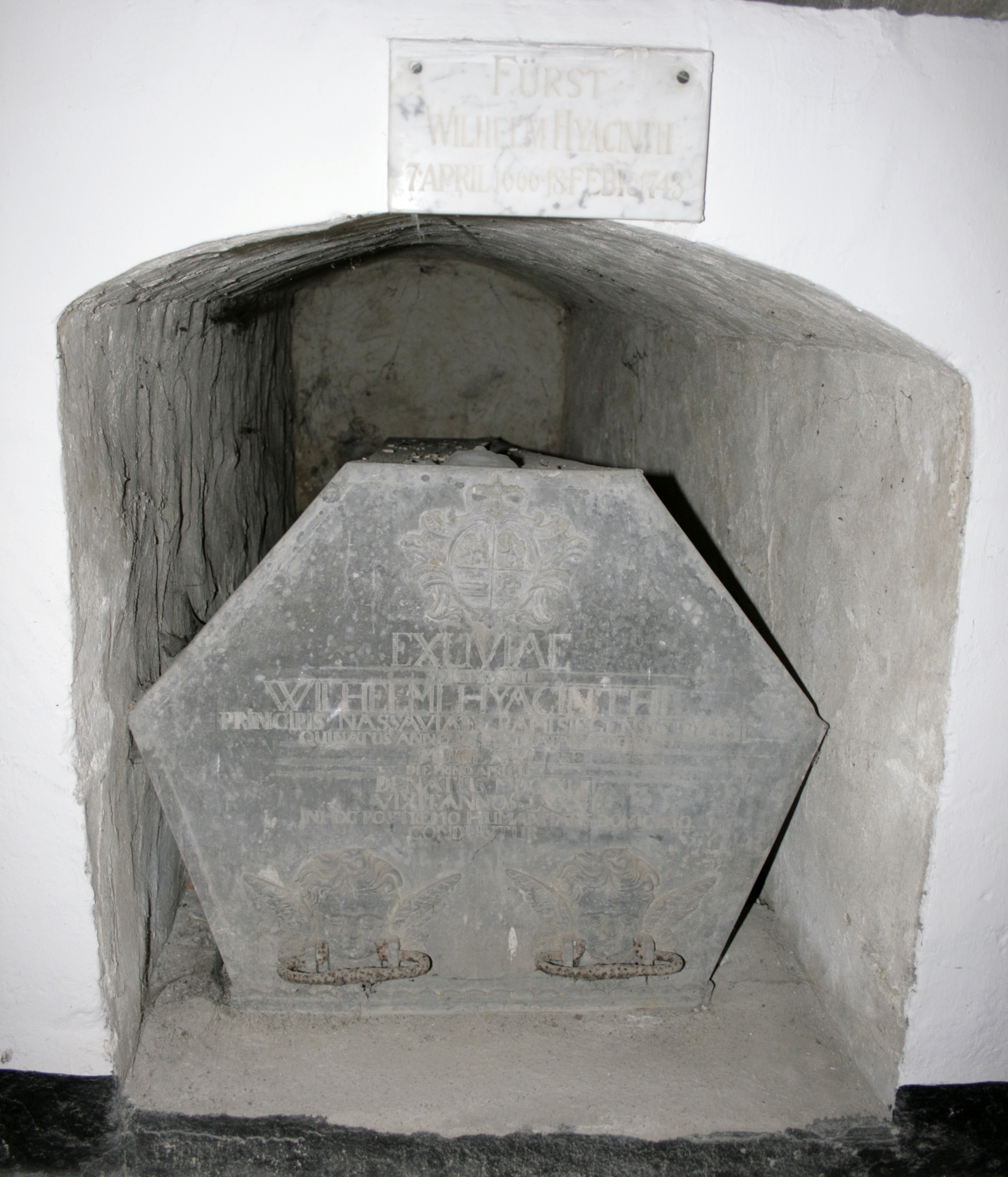
kist van Willem Hyacinth
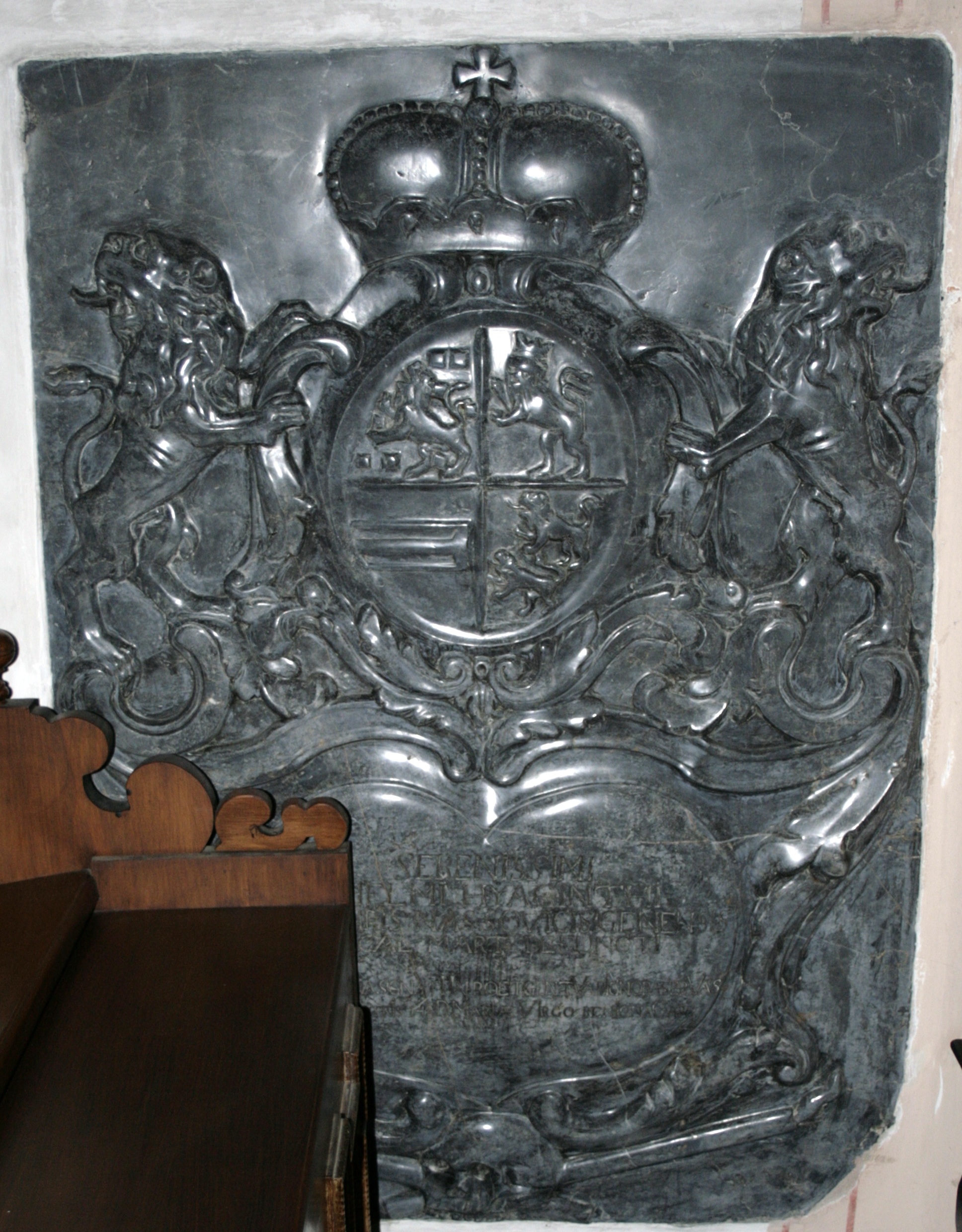
epitaaf Willem Hyacinth